# تاركوين ولوكريشا
تاركوين ولوكريشا هي لوحة زيتية رسمها تيتيان أكملها في عام 1571، اللوحة حالياً ضمن مقتنيات متحف فيتزويليام في كامبريدج.